# هايز بي. وايت
هايز بي. وايت (بالإنجليزية: Hays B. White)‏ هو سياسي أمريكي، ولد في 21 سبتمبر 1855، وتوفي في 29 سبتمبر 1930 في الولايات المتحدة. حزبياً، نشط في الحزب الجمهوري. وقد انتخب عضو مجلس ولاية كانساس وانتخب عضو مجلس نواب كنساس وانتخب عضو مجلس النواب الأمريكي.